# Narziss (Band)
Narziss (früher Narziß) war eine deutsche Metalcore-Band aus Jena, die von 1998 bis 2011 existierte.

## Geschichte
Gründungsmitglieder waren Johannes Müller, Ralf Ritter, Jörg Rebelein und Frank Berger. In dieser Besetzung spielten Narziss ein einziges Konzert. Da Jörg Rebelein und Frank Berger zur selben Zeit die Band Nail gegründet hatten, kam es aufgrund zeitlicher Differenzen zur Trennung im November. Schon im Dezember konnten die fehlenden Positionen mit neuen Mitgliedern besetzt werden (Steffen Adolf, Robert Jende, Daniel Sondermann). Auch dieser Besetzung war keine lange Dauer beschieden. Aufgrund persönlicher Differenzen zwischen Ralf Ritter und dem Rest der Band trennte man sich im Frühsommer 1999 nach etwa einem Dutzend Konzerten von ihm. Neuer Sänger der Band wurde Alexander Bartsch.
Nach mehreren nur im Underground bekannten Veröffentlichungen gelang es der Band erstmals mit dem 2004 erschienenen Album Neue Welt auch von Seiten renommierter Musikmagazine wahrgenommen zu werden. Es folgte das bis dahin erfolgreichste Jahr, in dem Narziß unter anderem gemeinsam mit Hatebreed, Caliban, Callejon, Agnostic Front, Neaera, Napalm Death und Fear My Thoughts Konzerte spielten. Am 25. August 2006 erschien das neue Album Solang das Herz schlägt über das Label Alveran Records, das die Band 2006 unter Vertrag nahm. Nachdem sich die Band von Alveran Records aufgrund von Differenzen losgesagt und bei Redfield Records unterschrieben hatte, erschien dort 2009 das Album Echo. Thematisch enthält das Album unter anderem Songs deren Vorlage die einzelnen Bandmitglieder bzw. deren Leben war.
2007 spielte die Band zusammen mit u. a. Heaven Shall Burn, Neaera und All That Remains auf dem Wacken Open Air.
Im Mai 2011 gab die Band ihre Auflösung bekannt.

## Name
In der Wahl des Namens bezog sich die Band auf die der griechischen Mythologie entstammenden Figur des Narziss. Es wurde bei der Suche nach einem Bandnamen die Idee eines Eigennamens bevorzugt. Der Name Narziss erfüllte neben der Aufladung durch den Sagenstoff auch diese Anforderung. Einige Mitglieder der Band waren der Meinung, dass in jedem Menschen ein Teil der Figur des Narziss wieder zu finden sei.

## Stil
Die Band machte insbesondere aufgrund der im Musikgenre Metalcore ungewöhnlichen, deutschsprachigen Texte auf sich aufmerksam. Für ausländische Fans stellte die Band für viele Songs englischsprachige Übersetzungen auf ihre Website. Des Weiteren veröffentlichte sie das Album Hope Dies, auf welchem einige Songs noch einmal neu aufgenommen und mit englischen Texten versehen wurden.

## Diskografie

### Alben
- 2000: Ebenbilder (CD mit Vorbote, nur 50 Kopien als Bonus-CD zu Ebenbilder, Eigenvertrieb)
- 2002: Die Hoffnung stirbt zuletzt (CD, Per Koro Records / Circulation Records)
- 2003: Ebenbilder / Hope Dies (LP,IC Recordings)
- 2004: Neue Welt (CD,LP, Circulation Records,IC Recordings)
- 2005: Ebenbilder (Doppel-CD, Re-Release, Circulation Records)
- 2006: Solang das Herz schlägt (CD, Alveran Records)
- 2009: Echo (CD, Redfield Records)

### Videos
- 2006: Und du verblasst

### Sonstiges
- 1999: Narziß (MC/CD, Demo)
- 1999: Split-CD mit Nail (Eigenvertrieb)
- 2001: The Killing Fields (Split-CD mit Destiny, Should Have Known und Self Conquest, Beniihana Records)
- 2003: Hope Dies (CD-EP, Circulation Records)

### Beiträge
- 1999: Berlin Hardcore Days (Kugel Records) Scherben und Bis das Feuer erlischt
- 2000: The Crossroad Project (Beniihana Records) Wenn du weinst…
- 2001: Lifeforce Records 2K1 (Lifeforce Records) Menschenwelt
- 2001: 27 Weapons to Survive Armageddon (Suck City Records) Abrechnung
- 2003: Circulation Records 2K3 (Circulation Records) A Sign from Above
- 2005: WFF DVD 2005 Gotteskrieger
- 2009: WFF DVD 2009 Morgen nicht geboren